# Traquet de Hume
Oenanthe albonigra
Espèce
Synonymes
- Oenanthe alboniger

Statut de conservation UICN

 LC  : Préoccupation mineure
Le Traquet de Hume (Oenanthe albonigra) est une petite espèce de passereaux de la famille des Muscicapidae.

## Répartition
Cet oiseau vit principalement au Moyen-Orient.